# Sonia Mossé
Pour les articles homonymes, voir Mossé.
Sonia Mossé, née le 27 août 1917 dans le 14e arrondissement de Paris et morte le 30 mars 1943 au Centre d'extermination de Sobibór en Pologne, est une artiste, actrice, décoratrice et dessinatrice française et inspire nombre d'artistes de son époque. Proche du mouvement surréaliste, elle fréquente le café de Flore, le couple Éluard, et Man Ray.
Refusant de porter l'étoile jaune, elle est probablement dénoncée en 1943 et meurt assassinée au Centre d'extermination de Sobibór. En tant qu'artiste, elle est connue pour avoir réalisé et exposé un mannequin surréaliste en 1938 pour l'Exposition internationale du surréalisme en 1938, avec une représentation phallique du sexe de la poupée-mannequin.

## Biographie

### Enfance
Sonia Mossé naît le 27 août 1917 à Paris. Elle est d'origine juive ; ses parents sont Emmanuel Mossé (1876-1963), avocat à la cour d'appel de Paris, et Natasza Goldfain (1890- ?). Sa demi-sœur, Esther Levine (née le 9 mai 1906 à Saint-Pétersbourg-1943), de onze ans son aînée, est issue du premier mariage de sa mère avec Boris Levine, mort prématurément en 1915. Son demi-frère, Jean Joseph Mossé (1908-1995), de neuf ans son aîné, est issu du premier mariage de son père avec Marguerite Icard.
En avril 1917, le couple met fin a son mariage, peu avant la naissance de Sonia. Le mariage civil d'Emmanuel Mossé et de Natasza Goldfain n'a eu lieu qu'en mars 1920, en même temps que la reconnaissance de la légitimité parentale de leur fille. On ne sait rien de sa scolarité et de sa formation.

### Carrière artistique
Elle est artiste actrice, décoratrice, dessinatrice et inspire de nombreux photographes et peintres de son époque.
Dans les années de l'entre-deux-guerres, les théâtres, les ateliers de peinture, les studios de photographie, les maisons de couture et les cabarets offrent aux femmes des opportunités de carrière sans précédent. Sonia Mossé travaille et se lance dans plusieurs de ces domaines artistiques. En mars 1937, Jean-Louis Barrault met en scène Numance de Miguel de Cervantes au Théâtre Antoine à Paris, dans lequel elle tient le rôle de Renommée.
En tant que membre du mouvement surréaliste autour d'André Breton et de Paul Éluard, elle est étroitement liée à Man Ray, Raoul Ubac et Antonin Artaud. Sa beauté blonde et estivale inspire aussi bien les photographes Man Ray, Juliette Lasserre et Wols que les peintres Alberto Giacometti, Balthus et André Derain, pour lesquels elle est amenée à poser.
Son amitié avec Nusch Éluard est immortalisée dans un portrait de Man Ray en 1936.
En 1938, elle participe à l'Exposition internationale du surréalisme à Paris. Celle-ci a lieu du 17 janvier au 24 février à la galerie des Beaux-Arts de Georges Wildenstein, rue du Faubourg-Saint-Honoré. Mossé crée un mannequin féminin dont la tête est recouverte d'un voile de deuil noir qui tombe jusqu'aux pieds. Sur les lèvres du mannequin repose un faux coléoptère de couleur sombre et, dans son nombril, siège un petit scorpion. Le corps nu est recouvert par quelques nénuphars et d'autres coléoptères, et entre ses jambes s'élève le calice d'une fleur ressemblant à un calla – « la seule artiste-mannequin a ainsi également réalisé la seule interprétation résolument phallique du sexe de la poupée au sens strict ». Dans l'espace d'exposition intitulé « Les plus belles rues de Paris », ce mannequin est exposé avec d'autres, notamment ceux de Joan Miró, d'André Masson, d'Yves Tanguy, de Jean Arp, de Wolfgang Paalen, de Marcel Duchamp et de Salvador Dalí. Il existe des photos de cette grande exposition prises par Denise Bellon, Raoul Ubac, Gaston Paris, Pierre Jahan, et Georg Reisner, ainsi que par Man Ray. Les clichés de Man Ray ont été publiés en 1966 en édition limitée sous le titre Résurrection des mannequins.

« Par contraste, les surréalistes ont présenté un mannequin conçu par une artiste féminine, Sonia Mossé. Le mannequin de Mossé, quasi-nu, semble porter un voile funéraire au lieu d'un voile de mariée pour la consommation d'un mariage, ce qui implique que cette institution signifie un véritable esclavage. Il s'ensuit des associations similaires entre le mannequin féminin et l'automatisme »

— Lauren Walden, MDCCC 1800 - 6 | 2017
Fin 1938, peu avant le Nouvel An, Sonia Mossé inaugure le cabaret Chez Agnès Capri avec la chanteuse et actrice Agnès Capri et Michelle Lahaye qui a eu l'idée du projet. Elles sont soutenues par Francis Picabia, Max Ernst, Alberto Giacometti, Jean Cocteau, Balthus, André Derain et Moïse Kisling qui fournissent des peintures et des dessins pour les financer,. L'intérieur du cabaret est conçu par Sonia Mossé,. Suzy Solidor, Charles Trenet ou encore Jacques Prévert ont rendu visite à la petite scène et avec leur présence ont contribué à des soirées mémorables. Lorsque la Seconde Guerre mondiale éclate et que Paris est occupé par les troupes allemandes, le cabaret ferme ses portes et Mossé ainsi que Capri sont contraintes de quitter la capitale française.

« À cette terrasse avaient émigré les gens du Flore et je me suis assise juste derrière Sonia et Agnès Capri ; elles étaient beaucoup moins fringantes qu’avant ; à présent elles ne pensaient plus qu’à foutre le camp sur Nice : "Je ne peux pas repasser une nuit pareille", disait Sonia ; et elles faisaient fébrilement des calculs d’argent. »

— Simone de Beauvoir, Lettres à Sartre. 1930–1939
Cependant, aucun autre indice ne permet de savoir si Sonia Mossé a effectivement quitté Paris.
Le port de l'étoile jaune est mis en vigueur le 19 septembre 1941 par l'ordonnance de police sur le marquage des Juifs à Paris. Cela conduit à l'exclusion sociale, à la discrimination et à l'humiliation de la population juive. L'étoile jaune est donc également à Paris une mesure publiquement visible pour la réalisation de l'holocauste. Mossé ne porte pas l'étoile jaune et continue à fréquenter les cafés interdits aux citoyens juifs.

### Déportation et assassinat
On ne sait pas si Sonia Mossé est arrêtée par la police française ou par la Gestapo en février 1943, mais il est probable qu'une dénonciation a précédé cette arrestation. Elle est internée au camp de Drancy, près de Paris, et déportée le 25 mars 1943 avec sa demi-sœur Esther Levine dans le convoi 53 vers le centre d'extermination allemand   de Sobibór en Pologne occupée.
Bien que les actes de décès de Sonia Mossé et d'Esther Levine indiquent le camp de concentration et d'extermination de Lublin-Majdanek comme lieu de décès, il semble qu'il s'agisse d'une erreur. D'après le témoignage d'un survivant du Convoi 53, on peut affirmer que les déportées ont été assassinées au Centre d'extermination de Sobibór le jour même de leur arrivée, le 30 mars 1943.

## Postérité
Peu de ses œuvres ont été retrouvées.  Il y a quelques dessins, quelques photos de ses œuvres plastiques par Raoul Ubac et Man Ray, deux peintures.
Le centre Georges Pompidou a acquis en 2021 un dessin à l'encre de Chine intitulé  Trois Femmes . Il a été présenté lors de l'exposition Surréalisme en Septembre 2024.

## Iconographie
- Dora Maar, Modèle non identifié en déshabillé (Sonia Mossé ?), photographie, vers 1934[30]
- Wols, Sonia Mossé, photographie, vers 1935[31]
- Juliette Lasserre, Sonia Mossé, photographie, vers 1937[32]
- Man Ray, Nousch et Sonia, dessin de Paul Éluard, Les Mains libres, 1937[33]
- Man Ray, Sonia Mossé’s Mannequin, photographie, Exposition internationale du surréalisme à la galerie des Beaux Arts, Paris, 1938[34]
- Georg Reisner, Paul Éluard and the Mannequin de Sonia Mossé, photographie, Exposition internationale du surréalisme à la galerie des Beaux Arts, Paris, 1938[35]
- Raoul Ubac, Mannequin de Sonia Mossé, photographie, Exposition internationale du surréalisme à la galerie des Beaux Arts, Paris, 1938[36]
- Antonin Artaud, Sonia Mossé, dessin, mars 1946[37]

## Hommage Public
- Dans le 7e arrondissement de Paris, une plaque commémorative rappelle la vie et la déportation de Sonia Mossé. Elle a été inaugurée le 20 septembre 2023 à son dernier domicile, au 104 rue du Bac.